# David Baalcke
David Baalcke (* 1966 in München) ist ein deutscher Schauspieler.

## Leben
Von 1987 bis 1990 ließ sich David Baalcke an der Neuen Münchner Schauspielschule ausbilden. 2013 belegte er ein Regieseminar an der Hochschule für Fernsehen und Film München. 1991 trat Baalcke ein Engagement am Staatstheater Braunschweig an, an dem er bis 1993 in zahlreichen Inszenierungen zu sehen war, unter anderem in den Brecht-Stücken Der gute Mensch von Sezuan und Mutter Courage und ihre Kinder, im Hauptmann von Köpenick von Carl Zuckmayer oder in William Shakespeares Wie es euch gefällt. Ab Mitte der 1990er Jahre trat Baalcke häufig an Münchner Bühnen auf, so am Modernen Theater, am Prinzregententheater, in der Halle 7 und dem Metropoltheater. Verpflichtungen führten ihn außerdem zu den Burgfestspielen Jagsthausen und wiederholt zu den Luisenburg-Festspielen in Wunsiedel. Dort spielte er im Brandner Kaspar, in Wilhelm Tell von Friedrich Schiller und der Shakespeare-Komödie Der Widerspenstigen Zähmung.
Seit Beginn der 1990er Jahre arbeitet David Baalcke auch vor der Kamera. Sein Debüt gab er 1992 in Philip Grönings Film-Groteske Die Terroristen!. 2006 spielte er in dem mehrfach ausgezeichneten Ensemblefilm Shoppen von Ralf Westhoff. Daneben ist Baalcke immer wieder in Gastrollen verschiedener Serien zu sehen, so bei den Rosenheim-Cops, SOKO 5113 oder SOKO Stuttgart. 2012 und 2013 wirkte er in zwei Episoden der Reihe Tatort mit.

## Filmographie (Auswahl)
- 1977–78: Babbelgamm (Fernsehserie)
- 1992: Die Terroristen!
- 1999: 666 – Traue keinem, mit dem du schläfst!
- 2004: Polizeiruf 110 – Die Maß ist voll
- 2006: Shoppen
- 2006: Leon & Lara
- 2010: Jud Süß – Film ohne Gewissen
- 2012: Mobbing
- 2012: Tatort – Der tiefe Schlaf
- 2012: Die Rosenheim-Cops – Frostiger Tod
- 2013: Heiter bis tödlich: Hubert und Staller – Die Venus von Ambach
- 2013: Krokodil
- 2013: Im Schleudergang – Falco!
- 2013: Heiter bis tödlich: Morden im Norden – Bauernopfer
- 2013: Einmal Leben bitte
- 2013, 2017: SOKO München – Der Schwimmer, Nachtschicht
- 2013: Tatort – Allmächtig
- 2014: Die Garmisch-Cops – Gondelfahrt in den Tod
- 2014: SOKO Stuttgart – Warte bis es dunkel ist
- 2014: Die Hebamme
- 2014: Heiter bis tödlich: Monaco 110 – Eifersucht
- 2016: Die Rosenheim-Cops – Ein Koffer kommt selten allein
- 2016: Endstation Glück
- 2016: Die Chefin – Familienlöscher
- 2016: Liebe bis in den Mord
- 2016: Polizeiruf 110 – Sumpfgebiete
- 2017: Morden im Norden – Tödliches Vertrauen
- 2017: Fack ju Göhte 3
- 2018: Der große Rudolph
- 2018: Fünf Freunde und das Tal der Dinosaurier
- 2018: Der Pass (Fernsehserie)
- 2018: Rufmord
- 2019: Wie gut ist deine Beziehung?
- 2019: Bella Germania
- 2019: Gipfelstürmer – Das Berginternat (Fernsehserie)
- 2019: Mein Ende. Dein Anfang.
- 2019: Servus, Schwiegersohn!
- 2019: Kommissarin Lucas – Tote Erde
- 2019: Bingo im Kopf
- 2019: Zimmer mit Stall – Tierisch gute Ferien
- 2020: SOKO München – Im Angesicht des Todes
- 2020: Zimmer mit Stall – Feuer unterm Dach
- 2020: Zimmer mit Stall – Die Waschbären sind los
- 2020: Der Beischläfer (Fernsehserie)
- 2020: München Mord: Ausnahmezustand
- 2021: Zimmer mit Stall – Schwein gehabt
- 2021: SOKO Köln – Sühne
- 2022: In aller Freundschaft – Die jungen Ärzte – Fremdbestimmt
- 2022: Zimmer mit Stall – So ein Zirkus
- 2022: Tausend Zeilen
- 2023: Luden (6 Folgen als Udo)
- 2023: Zimmer mit Stall – Das Blaue vom Himmel
- 2023: Zimmer mit Stall – Kuhhandel
- 2023: SOKO Donau (Fernsehserie, Folge Knalleffekt)
- 2024: Alter weißer Mann
- 2025: Rosenthal (Fernsehfilm)
- 2025: Sturm kommt auf (Fernsehfilm)